# Пиль, Арман де Клермон
Арман (Арно ?) де Клермон, барон де Пиль, (фр. Armand de Clermont, д'Ondredieu baron de Piles; 1532- ум. 24 августа 1572, Париж) — протестантский военачальник времён Религиозных войн во Франции из рода Клермон.

## Биография
Полковник. В 1562 году участвовал вместе с графом де Граммоном в захвате Орлеана.
Во время второй религиозной войны набирал войска в Керси, с которыми затем присоединился к Жанне д’Альбре в Бержераке. Участвовал в осаде Ангулема, захватил Бержерак и Сент-Фуа. Во время третьей религиозной войны барон де Пиль участвовал в битвах при Монконтуре (1569), Ла Рош-л’Абей (1569), осаде Лузиньяна и Пуатье, где был ранен, Арне-ле-Дюке (1570).

После победы королевской армии в Монконтуре Сент-Жан-д’Анджели становится их главной целью. Арман де Гонто берёт город в осаду 16 октября. Но Арман де Клермон, сеньор Пиль, организовал ожесточенное сопротивление. Он неоднократно отклонял предложения о капитуляции, и осада продлилась около семи недель. В конечном счете, исчерпав боеприпасы, он повёл переговоры и получил разрешение уйти для всех тех, кто желал оставить город. Осажденные оставили город 3 декабря.— 

## Смерть
Был зарублен в Лувре швейцарцами в Варфоломеевскую ночь. Начальник  охраны короля по именному списку вызывал гугенотов, находящихся в Лувре, чтобы заставить их спуститься во двор, где их закалывали солдаты. «Пардальян, Сент-Мартен, Сурсе, Арман де Клермон де Пиль, известный  защитой Сент-Жан-д'Анжели, Бодине, Puy Viaud, Берни, Куэльнек, барон Понс, были убиты таким образом. Когда солдаты, раздев этих сеньоров, разложили их голые тела под окнами дворца, дамы королевы спустились во двор, чтобы их поближе рассмотреть».

## Семья
Представитель ветви Клермон де Пиль семьи Клермон, которая отделилась в начале XV века.
Отец: Bertrand de Clermont d'Ondredieu.
Мать: Françoise de Durfort Boissière.
Жена: Жанна де Дюрфор
- Дочь: Юдит Клермон де Пиль
- Сын: Жан Клермон де Пиль